# Еліс Пілкінгтон
Еліс Пілкінгтон (1 вересня 1869 — 24 серпня 1936) — ірландська активістка і художниця.

## Раннє життя
Еліс Пілкінгтон, уроджена Луїза Еліс Бенедикта Граттан Есмонд, народилася 1-го вересня 1869 року. Вона була другою дочкою Джона Эсмонда і Луїзи Есмонд (уроджена Граттан). Її батько був депутатом і підполковником артилерійської міліції Уотерфорд, Баллінастраха, Горі, графства Уексфорд, а її мати була онукою Генрі Граттана. У неї було чотири брати: Томас, Лоуренс, Волтер, Джон і сестра Аннет. Еліс отримала освіту в Парижі і вивчала мистецтво в Римі.
23-го червня 1896 року вона вийшла заміж за капітана Генрі Лайонела Пилкингтона з 21-го гусарського полку, із Торі, Тиррелспасс, графство Уэстмит. Пилкингтоны жили в Південній Африці, поки її чоловік командував Західної австралійській піхотою під час Другої англо-бурської війни, а вона викладала в таборах для біженців. У них було дві дочки: Еліс Мойра і Аннет. Якийсь час вони жили в Лліс-і-Гвініт, Холихед, Уельс.

## Активізм
Пілкінгтон була другом Гораціо Планкетта та Джорджа Рассела, виступ якого на щорічних загальних зборах Товариства Ірландської сільськогосподарської організації підштовхнуло Аніту Летт в 1910 році створити Товариство ірландок (Society of the United Irishwomen — UI). Пілкінгтон була першим волонтером цієї організації і однією з ключових фігур у перші роки її існування. Вона багато подорожувала в 1910 році, організовуючи нові відділення на півдні і заході Ірландії: графство Уексфорд вважалося в цей час найуспішнішим. Пілкінгтон прибула до графства Донегол у грудні 1910, озброївшись картою і термо-флягою, і називала процеси еміграції «отрутою сільській Ірландії». З цього моменту жіноча еміграція стала однією з найважливіших турбот UI.
У 1911 році Планкетт, Пілкінгтон і Рассел за участю отця Томаса Фінлея написали памфлет «Суспільство ірландок: їх робота, розташування та ідеали». Пілкінгтон зосередилася на ролі UI в освіті і закликала сільських домогосподарок організовувати домашні підприємства, підтримувати чистоту в будинку, забезпечувати здорове харчування для сім'ї та брати активну участь у громадській та інтелектуальній діяльності. Памфлет міг бути відповіддю на численну критику, так як багато протестували проти залучення жінок у громадську діяльність. Пілкінгтон щиро вірила, що жінкам необхідно покращувати Ірландію, починаючи зі свого будинку.

## Художня діяльність
Пілкінгтон була глибоко зацікавлена у розвитку мистецтва в Ірландії. У 1910 році вона написала статтю в New Ireland Review, шкодуючи про те, що ірландські художники і критики не намагаються висловити свої ідеї за допомогою ірландських традицій, а копіюють європейські школи. Вона наводила Джорджа Рассела як приклад художника-індивідуаліста, який звертався до традиційних ірландських зображальних засобів. Пілкінгтон не формулювала в подробицях своє бачення ірландської національної ідентичності, але була впевнена в її важливості. Як художниця, вона писала ірландські пейзажі, які виставлялися в Дублінському ескізному клубі у 1914 і 1915 роках і в Товаристві ірландських акварелістів з 1921 до 1936, секретарем групи якого вона була якийсь час.

## Пізні роки
Пілкінгтон овдовіла в 1914 році. Пізніше вона була активним членом Центральної католицької асоціації бібліотек і довгий час була президентом її жіночої комісії. Вона померла 24-го серпня 1936 року за адресою Веллінгтон-роад 38, Болсбридж, Дублін і була похована у фамільному склепі Пилкингтонов в Тиррелспассе, графство Уэстмит.